# Plate-forme de protection des terminaux
 (août 2024).
Si vous disposez d'ouvrages ou d'articles de référence ou si vous connaissez des sites web de qualité traitant du thème abordé ici, merci de compléter l'article en donnant les références utiles à sa vérifiabilité et en les liant à la section « Notes et références ».
Une plate-forme de protection des terminaux, en anglais endpoint protection platform (EPP), est une solution déployée sur les terminaux pour empêcher les attaques de logiciels malveillants basés sur des fichiers, détecter les activités malveillantes et fournir les capacités d'investigation et de correction nécessaires pour répondre aux incidents et alertes de sécurité dynamiques.
Les capacités de détection varieront, mais les solutions avancées utiliseront plusieurs techniques de détection, allant des IOC statiques à l'analyse comportementale. Les solutions EPP souhaitables sont principalement gérées dans le cloud, permettant la surveillance et la collecte continues des données d'activité, ainsi que la possibilité de prendre des mesures correctives à distance, que le terminal se trouve sur le réseau de l'entreprise ou à l'extérieur du bureau. De plus, ces solutions sont assistées par des données cloud, ce qui signifie que l'agent de point de terminaison n'a pas à maintenir une base de données locale de tous les IOC connus, mais peut vérifier une ressource cloud pour trouver les derniers verdicts sur les objets qu'il est incapable de classer.